# Dacampiaceae
Dacampiaceae Körb. – rodzina grzybów z klasy Dothideomycetes.

## Systematyka
Pozycja w klasyfikacji według Index Fungorum: Dacampiaceae, Pleosporales, Pleosporomycetidae, Dothideomycetes, Ascomycota, Fungi.
Według Dictionary of the Fungi do rodziny Dacampiaceae należą rodzaje:
- Aaosphaeria Aptroot 1995
- Cocciscia Norman 1870
- Dacampia A. Massal. 1853 – zwodnica
- Leptocucurthis Aptroot 1998
- Weddellomyces D. Hawksw. 1986
- Xenosphaeria Trevis. 1860

Nazwy polskie według W. Fałtynowicza.